# Gypona vitrea
Gypona vitrea är en insektsart som beskrevs av Henry Fairfield Osborn 1938. Gypona vitrea ingår i släktet Gypona och familjen dvärgstritar. Inga underarter finns listade i Catalogue of Life.